# Bayerisches Landesamt für Gesundheit und Lebensmittelsicherheit
Das Bayerische Landesamt für Gesundheit und Lebensmittelsicherheit (LGL) ist die zentrale Fachbehörde des Freistaats Bayern für Lebensmittelsicherheit, Gesundheit, Tiergesundheit sowie Arbeitsschutz/Produktsicherheit. Sie ist dem Staatsministerium für Umwelt und Verbraucherschutz, dem Staatsministerium für Gesundheit, Pflege und Prävention und mit dem Landesinstitut für Arbeitsschutz und Produktsicherheit (AP) dem Staatsministerium für Familie, Arbeit und Soziales nachgeordnet.
Sitz der Behörde ist Erlangen; weitere Dienststellen befinden sich in Oberschleißheim, Würzburg, Nürnberg, München sowie in Schwabach und Bad Kissingen.

## Geschichte

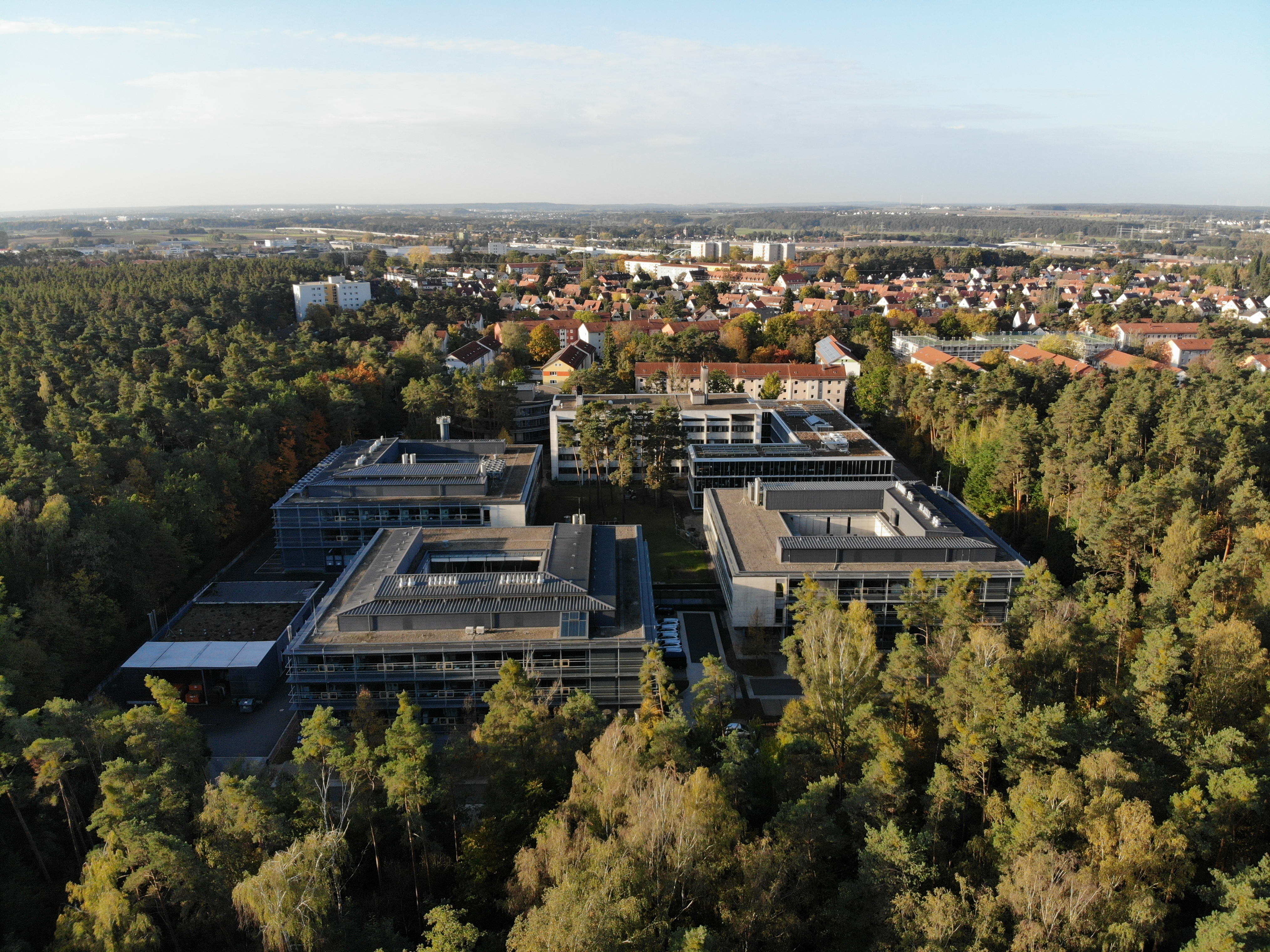
Sitz des Bayerischen Landesamts für Gesundheit und Lebensmittelsicherheit in unmittelbarer Nähe des Waldgebiets Brucker Lache (Luftaufnahme, 2019)

Die interdisziplinär arbeitende Fachbehörde wurde am 1. Januar 2002 gegründet und entstand auf der Basis der damaligen Landesuntersuchungsämter für das Gesundheitswesen Nord- und Südbayern sowie aus Teilen der Landwirtschaftsverwaltung. 2004 wurden einzelne Bereiche des ehemaligen Landesamtes für Arbeitsschutz, Arbeitsmedizin und Sicherheitstechnik integriert.
Seit 1. Februar 2022 wird sie von Christian Weidner geleitet.

## Ziele und Aufgaben
Lebensmittelsicherheit
Die Kernaufgabe besteht darin, gesundheitliche Risiken für die Bevölkerung vorausblickend zu erfassen, zu bewerten und zu bewältigen. Die Lebensmittelsicherheit gewährleistet das LGL durch die Untersuchung von über 80.000 Proben von Lebensmitteln, Kosmetika und Bedarfsgegenständen jährlich. Auf der Basis von Konzepten, die das LGL im fachlichen Austausch mit zahlreichen Institutionen des Bundes und der Länder erstellt, werden von der Lebensmittelüberwachung bei den Vor-Ort-Behörden risikoorientiert Proben in Betrieben und im Handel genommen und beim LGL untersucht.
Gesundheit
Das LGL erforscht außerdem die gesundheitliche Situation der Bevölkerung in Bayern und will diese zu eigenverantwortlichem gesundheitsbewussten Verhalten motivieren. Dazu erhebt es Daten zur Beschreibung und Überwachung von Risiken und entwickelt Präventions- und Handlungskonzepte.
Einer breiten Bevölkerung wurde das LGL durch die COVID-19-Pandemie in Bayern bekannt.
Hier ist es Teil des Netzwerkes Bay-VOC (Variants of Concern Bayern), in dem die bayerischen Universitätskliniken in den Regierungsbezirken regelmäßiges Abwassermonitoring betrieben, um das Vorkommen von SARS-CoV-2 und Influenzaviren vom Typ A+B zu überwachen.
Tiergesundheit
Das LGL verfolgt die Tierseuchensituation oder auch Einzeltiererkrankungen in Bayern. Tiere werden beispielsweise auf Parasiten, Bakterien und Viren untersucht, zur Verhinderung von Krankheiten werden Impfstoffe entwickelt. Die Veterinäre am LGL erarbeiten außerdem Konzepte für den Tierschutz und die Tierarzneimittelüberwachung.
Arbeitsschutz und Produktsicherheit
Ein Hauptaugenmerk liegt auf der Sicherheit und des Gesundheitsschutzes am Arbeitsplatz sowie auf der Überwachung und Überprüfung von technischen Produkten sowie des Chemikalienrechts. Weiterhin unterstützt das LGL das Ministerium und die Gewerbeaufsicht fachlich und organisatorisch.
Weiterbildung im öffentlichen Gesundheitswesen
Die LGL hat als Träger der AGL, einer der beiden Akademien für öffentliches Gesundheitswesen, die Weiterbildung aller Fachdisziplinen des ÖGD als Aufgabe.

## Forschung
Das LGL ist eine im Sinne des vorbeugenden Verbraucherschutzes tätige Behörde. Ein Forschungsziel ist es daher, die wissenschaftliche Grundlage für eine moderne Verbraucherpolitik zu schaffen. Lebensmittelchemie, Humanmedizin, Veterinärmedizin und Molekularbiologie sind Beispiele für Tätigkeitsfelder des LGL. Diese Bereiche unterliegen einem schnellen Wandel von Methoden sowie einem hohen Erkenntniszugewinn. Die anwendungsorientierte Forschung des LGL stellt sicher, dass die Analytik stets dem aktuellen Stand entspricht. Das LGL ist stark in wissenschaftliche Netzwerke eingebunden, da Forschungsprojekte oft in Kooperation mit Forschungseinrichtungen oder Hochschulen durchgeführt werden.